# Symbolstein vom Brough of Birsay
Der piktische Symbolstein vom Brough of Birsay auf der Orkneyinsel Mainland, befindet sich heute im Museum of Scotland, in Edinburgh. Derzeit sind etwa 350 Symbolsteine bekannt, es werden aber immer wieder neue entdeckt. Piktische Symbolsteine sind im Allgemeinen im Nordosten Schottlands zu finden. Elf Symbolsteine, meistens Fragmente, wurden auf Orkney gefunden.
Der Symbolstein wurde 1935 bei Ausgrabungen nahe der Westmauer des Friedhofs gefunden. Der in 16 Teile zerbrochene, wieder zusammengefügte Stein der Kategorie Class I stammt aus dem 7. oder 8. Jahrhundert.

## Beschreibung
Die 1,84 m hohe, 0,8 m breite und 0,05 m dicke Platte ist aus rotem Sandstein. Die Platte trägt ein Flachrelief. Der obere Teil ist übereinanderliegend mit vier stellenweise abgewitterten piktischen Symbolen verziert. Einer Scheibe mit einem Rechteck über einem Halbmond und einem V-Stab, einem Pictish Beast und einem Adler; letztere nach rechts gerichtet. 
Unter den Symbolen befinden sich in einer Mischung aus Flachrelief und Ritzung drei Krieger, die nach rechts gehen. Jeder trägt einen langen Gürtel, ein Schwert, einen viereckigen Schild und einen Speer. Sie haben ovale Augen und schulterlanges Haar. Die vorderen beiden sind bärtig. Der höhere soziale Status des vordersten Kriegers wird durch Details wie sein gelocktes Haar, seinen üppigen Bart und einen aufwendiger verzierten, größeren Schild angezeigt.

## Klassifikation
In „The Early Christian Monuments of Scotland“ (1903) klassifizierten John Romilly Allen (1847–1907) und Joseph Anderson (1832–1916) die Steine in drei Klassen. Kritiker haben Schwächen in dem System festgestellt, aber es wird weiterverwendet. Class 1 sind unbearbeitete Steine mit eingeschnittenen Symbolen. Es gibt keine Kreuzdarstellungen. Die Steine stammen aus dem 6. bis 8. Jahrhundert.